# Царнке, Фридрих
Фри́дрих Ца́рнке (нем. Friederich Zarncke, 1825—1881) — известный немецкий филолог-германист.

## Деятельность
Состоял профессором в Лейпцигском университете. В 1852 г. издан его первый труд «Deutscher Cato» (Лпц., 1852). Принимал участие в полемике по вопросу о происхождении и составе поэмы о Нибелунгах; издал по этому поводу: «Zur Nibelungenfrage» (1854), «Beiträge zur Erläuterung und Geschichte des Nibelungenliedes» (1857) и др., а также самый текст поэмы. Затем, кроме исследований по разным вопросам в «Sitzungsberichte der Sächsischen Gesellschaft der Wissenschaften», идут: «Beiträge zur mittelalterlichen Spruchpoesie» (1863—65); «Ueber die Praefatio ad librum antiquum» (1857), «Ueber die Trojanerfrage der Franken»; «Ueber den fünffüssigen Jambus» (Лпц., 1865); «Die urkundlichen Quellen zur Geschichte der Universitäten» (1857); «Die deutschen Universitäten im Mittelalter» (1857); «Die Statutsbücher der Universität Leipzig» (1861). С 1870 г. Царнке занимался легендой о царе-пресвитере Иоанне, которой посвятил ряд статей, и пришел к заключению о китайском происхождении таинственного лица. Издал письмо Иоанна к Фридриху II, а также послание к Иоанну папы Александра III.
Написал ещё: «Christian Reuter, der Verfasser des Schelmufsky; sein Leben und seine Werke» (см. Рейтер, Христиан). По смерти Царнке изданы его «Kleine Schriften» (т. I, «Goetheschriften»; т. II, «Aufsätze und Reden», Лпц., 1897).
Царнке изобрёл также термин «младограмматики» (первоначально как шутливое прозвище).